# Bagneux (Marne)
Bagneux is een gemeente in het Franse departement Marne (regio Grand Est) en telt 492 inwoners (2005). De plaats maakt deel uit van het arrondissement Épernay.

## Geografie
De oppervlakte van Bagneux bedraagt 13,9 km², de bevolkingsdichtheid is 35,4 inwoners per km².
De onderstaande kaart toont de ligging van Bagneux (Marne) met de belangrijkste infrastructuur en aangrenzende gemeenten.

## Demografie
Onderstaande figuur toont het verloop van het inwonertal (bron: INSEE-tellingen).